# Olympische Sommerspiele 2012/Teilnehmer (Senegal)
| Gelbes Symbol für Goldmedaillen mit stilisierten Olympischen Ringen | Graues Symbol für Silbermedaillen mit stilisierten Olympischen Ringen | Braundes Symbol für Bronzemedaillen mit stilisierten Olympischen Ringen |
| ------------------------------------------------------------------- | --------------------------------------------------------------------- | ----------------------------------------------------------------------- |
| —                                                                   | —                                                                     | —                                                                       |

Senegal nahm in London an den Olympischen Spielen 2012 teil. Es war die insgesamt zwölfte Teilnahme an Olympischen Sommerspielen. Das Comité National Olympique et Sportif Sénégalais nominierte 32 Athleten in acht Sportarten.
Fahnenträgerin bei der Eröffnungsfeier war die Judoka Hortense Diédhiou.

## Teilnehmer nach Sportarten

### Fechten
| Athleten          | Wettbewerb   | 1. Runde      | 1. Runde | 2. Runde    | 2. Runde | Achtelfinale  | Achtelfinale  | Viertelfinale | Viertelfinale | Halbfinale    | Halbfinale    | Finale        | Finale        | Rang |
| Athleten          | Wettbewerb   | Gegner        | Ergebnis | Gegner      | Ergebnis | Gegner        | Ergebnis      | Gegner        | Ergebnis      | Gegner        | Ergebnis      | Gegner        | Ergebnis      | Rang |
| ----------------- | ------------ | ------------- | -------- | ----------- | -------- | ------------- | ------------- | ------------- | ------------- | ------------- | ------------- | ------------- | ------------- | ---- |
| Männer            |              |               |          |             |          |               |               |               |               |               |               |               |               |      |
| Alexandre Bouzaid | Degen Einzel | R. Zawrotniak | 15:9     | Paolo Pizzo | 11:15    | ausgeschieden | ausgeschieden | ausgeschieden | ausgeschieden | ausgeschieden | ausgeschieden | ausgeschieden | ausgeschieden | 15   |

### Fußball
| Wettbewerb    | Männer |
| ------------- | --- |
| Athleten      | Abdoulaye Ba Stéphane Badji Ibrahima Baldé Victor Demba Bindia Papa Demba Camara Saliou Ciss Mohamed Diamé Idrissa Gueye Magaye Gueye Papa Gueye Serigne Kara Moussa Konaté Cheikhou Kouyaté Ousmane Mané Sadio Mané Dame N’Doye Pape Souare Zargo Touré Issa Ndiaye (Ersatz) Abdoulaye Sané (Ersatz) Ibrahima Seck (Ersatz) Kalidou Yéro (Ersatz) |
| Trainer       | Joseph Koto |
| Gruppenphase  | Großbritannien (1:1) Uruguay (2:0) Vereinigte Arabische Emirate (1:1) |
| Viertelfinale | Mexiko (2:4) |
| Halbfinale    | ausgeschieden |
| Finale        | ausgeschieden |

### Judo
| Athleten          | Wettbewerb       | 1. Runde | 1. Runde | Achtelfinale | Achtelfinale | Viertelfinale | Viertelfinale | Hoffnungsrunde Halbfinale | Hoffnungsrunde Halbfinale | Halbfinale    | Halbfinale    | Hoffnungsrunde Finale | Hoffnungsrunde Finale | Finale        | Finale        | Rang |
| Athleten          | Wettbewerb       | Gegner   | Ergebnis | Gegner       | Ergebnis     | Gegner        | Ergebnis      | Gegner                    | Ergebnis                  | Gegner        | Ergebnis      | Gegner                | Ergebnis              | Gegner        | Ergebnis      | Rang |
| ----------------- | ---------------- | -------- | -------- | ------------ | ------------ | ------------- | ------------- | ------------------------- | ------------------------- | ------------- | ------------- | --------------------- | --------------------- | ------------- | ------------- | ---- |
| Frauen            |                  |          |          |              |              |               |               |                           |                           |               |               |                       |                       |               |               |      |
| Hortense Diédhiou | Klasse bis 57 kg | –        | –        | S. Filzmoser | 001-101      | ausgeschieden | ausgeschieden | ausgeschieden             | ausgeschieden             | ausgeschieden | ausgeschieden | ausgeschieden         | ausgeschieden         | ausgeschieden | ausgeschieden | 9    |

### Kanurennsport
| Athleten      | Wettbewerb | Vorlauf      | Vorlauf | Halbfinale   | Halbfinale | Finale        | Finale        | Rang |
| Athleten      | Wettbewerb | Zeit         | Rang    | Zeit         | Rang       | Zeit          | Rang          | Rang |
| ------------- | ---------- | ------------ | ------- | ------------ | ---------- | ------------- | ------------- | ---- |
| Männer        |            |              |         |              |            |               |               |      |
| Ndiatte Gueye | C-1 200 m  | 4:33,884 min | 14      | 4:37,171 min | 13         | 4:32,251 min  | 13            | 13   |
| Ndiatte Gueye | C-1 1000 m | 51,708 s     | 23      | 50,798 s     | 22         | ausgeschieden | ausgeschieden | 22   |

### Leichtathletik
Laufen und Gehen
| Athleten           | Wettbewerb   | Vorlauf         | Vorlauf         | Halbfinale    | Halbfinale    | Finale        | Finale        | Rang            |
| Athleten           | Wettbewerb   | Zeit            | Rang            | Zeit          | Rang          | Zeit          | Rang          | Rang            |
| ------------------ | ------------ | --------------- | --------------- | ------------- | ------------- | ------------- | ------------- | --------------- |
| Frauen             |              |                 |                 |               |               |               |               |                 |
| Ndèye Fatou Soumah | 200 m        | 23,89 s         | 45              | ausgeschieden | ausgeschieden | ausgeschieden | ausgeschieden | 45              |
| Ndèye Fatou Soumah | 400 m        | nicht gestartet | nicht gestartet | -             | -             | -             | -             | nicht gestartet |
| Amy Mbacké Thiam   | 400 m        | 53,23 s         | 31              | ausgeschieden | ausgeschieden | ausgeschieden | ausgeschieden | 31              |
| Männer             |              |                 |                 |               |               |               |               |                 |
| Moussa Dembélé     | 110 m Hürden | disqualifiziert | disqualifiziert | ausgeschieden | ausgeschieden | ausgeschieden | ausgeschieden | disqualifiziert |
| Mamadou Kassé Hane | 400 m Hürden | 49,63 s         | 22              | 48,80 s       | 10            | ausgeschieden | ausgeschieden | 10              |

Springen und Werfen
| Athleten         | Wettbewerb   | Qualifikation | Qualifikation | Finale        | Finale        | Rang |
| Athleten         | Wettbewerb   | Weite/Höhe    | Rang          | Weite/Höhe    | Rang          | Rang |
| ---------------- | ------------ | ------------- | ------------- | ------------- | ------------- | ---- |
| Männer           |              |               |               |               |               |      |
| Ndiss Kaba Badji | Weitsprung   | 7,66 m        | 24            | ausgeschieden | ausgeschieden | 24   |
| Frauen           |              |               |               |               |               |      |
| Amy Sène         | Hammerwerfen | 65,49 m       | 32            | ausgeschieden | ausgeschieden | 32   |

### Ringen
| Athleten        | Wettbewerb        | 1. Runde | 1. Runde | Achtelfinale                   | Achtelfinale | Viertelfinale | Viertelfinale | Halbfinale    | Halbfinale    | Hoffnungsrunde Viertelfinale | Hoffnungsrunde Viertelfinale | Hoffnungsrunde Halbfinale | Hoffnungsrunde Halbfinale | Hoffnungsrunde Finale | Hoffnungsrunde Finale | Finale        | Finale        | Rang |
| Athleten        | Wettbewerb        | Gegner   | Ergebnis | Gegner                         | Ergebnis     | Gegner        | Ergebnis      | Gegner        | Ergebnis      | Gegner                       | Ergebnis                     | Gegner                    | Ergebnis                  | Gegner                | Ergebnis              | Gegner        | Ergebnis      | Rang |
| --------------- | ----------------- | -------- | -------- | ------------------------------ | ------------ | ------------- | ------------- | ------------- | ------------- | ---------------------------- | ---------------------------- | ------------------------- | ------------------------- | --------------------- | --------------------- | ------------- | ------------- | ---- |
| Freistil Frauen |                   |          |          |                                |              |               |               |               |               |                              |                              |                           |                           |                       |                       |               |               |      |
| Isabelle Sambou | Klasse bis 48 kg  | -        | -        | Tanoh Benie                    | 4-0          | Hitomi Obara  | 0-3           | -             | -             | -                            | -                            | Maroi Mezien              | 5-0                       | Carol Huynh           | 0-3                   | -             | -             | 4    |
| Freistil Männer |                   |          |          |                                |              |               |               |               |               |                              |                              |                           |                           |                       |                       |               |               |      |
| Malal Ndiaye    | Klasse bis 120 kg | BYE      | BYE      | Dschargalsaichany Tschuluunbat | 0:3          | ausgeschieden | ausgeschieden | ausgeschieden | ausgeschieden | ausgeschieden                | ausgeschieden                | ausgeschieden             | ausgeschieden             | ausgeschieden         | ausgeschieden         | ausgeschieden | ausgeschieden | 14   |

### Schwimmen
| Athleten     | Wettbewerb     | Vorlauf     | Vorlauf | Halbfinale    | Halbfinale    | Finale        | Finale        | Rang |
| Athleten     | Wettbewerb     | Zeit        | Rang    | Zeit          | Rang          | Zeit          | Rang          | Rang |
| ------------ | -------------- | ----------- | ------- | ------------- | ------------- | ------------- | ------------- | ---- |
| Frauen       |                |             |         |               |               |               |               |      |
| Marième Faye | 100 m Freistil | 1:06,42 min | 46      | ausgeschieden | ausgeschieden | ausgeschieden | ausgeschieden | 46   |
| Männer       |                |             |         |               |               |               |               |      |
| Malick Fall  | 100 m Brust    | 1:02,93 min | 37      | ausgeschieden | ausgeschieden | ausgeschieden | ausgeschieden | 37   |

### Taekwondo
| Athleten        | Wettbewerb       | Achtelfinale  | Achtelfinale | Viertelfinale | Viertelfinale | Halbfinale    | Halbfinale    | Hoffnungsrunde Halbfinale | Hoffnungsrunde Halbfinale | Hoffnungsrunde Finale | Hoffnungsrunde Finale | Finale        | Finale        | Rang |
| Athleten        | Wettbewerb       | Gegner        | Ergebnis     | Gegner        | Ergebnis      | Gegner        | Ergebnis      | Gegner                    | Ergebnis                  | Gegner                | Ergebnis              | Gegner        | Ergebnis      | Rang |
| --------------- | ---------------- | ------------- | ------------ | ------------- | ------------- | ------------- | ------------- | ------------------------- | ------------------------- | --------------------- | --------------------- | ------------- | ------------- | ---- |
| Frauen          |                  |               |              |               |               |               |               |                           |                           |                       |                       |               |               |      |
| Bineta Diedhiou | Klasse bis 57 kg | Suvi Mikkonen | 6-9          | ausgeschieden | ausgeschieden | ausgeschieden | ausgeschieden | ausgeschieden             | ausgeschieden             | ausgeschieden         | ausgeschieden         | ausgeschieden | ausgeschieden | 11   |